# Tiaret
Tiaret (en arabe : تاهرت / تيارت ; en berbère : Tahert ou Tihert, ⵜⴰⵀⵔⵜ, « Lionne ») est une ville importante dans le Nord-Ouest de l'Algérie qui a donné son nom à l'immense région agricole de la wilaya de Tiaret. La ville et la région se trouvent au sud-est d'Oran et au sud-ouest de la capitale Alger, dans la région occidentale des hautes plaines, dans l'Atlas tellien et à environ 150 km de la côte méditerranéenne.
Située à proximité de la cité médiévale de Tahert, la ville va renaître grâce à l'émir Abdelkader qui en a fait l'une de ses capitales dans sa lutte contre les occupants français.

## Étymologie
Tiaret provient du berbère Tahert qui signifie la « lionne », en référence aux lions de Barbarie qui vivaient dans cette région. Les noms de villes ou lieux maghrébins comme Oran (Uhran) et Souk Ahras ont la même source étymologique.
Elle portait le nom de Tingartia, à la fin du IIe siècle av. J.-C. et au début du Ier siècle av. J.-C. Une présence romaine dans la région est notée au IIIe siècle, ce nom est par forme, d'origine berbère.

## Géographie

### Relief
La ville de Tiaret est située à l'altitude maximum de 1 143 m à Lala El Abdia (altitude du Col), sur les flancs du djebel Guezoul et à sa prtie la plus basse au sud à 980m  qui fait partie de la chaîne de l’Atlas tellien, boisé principalement par des variétés de cyprès et pin d’Alep.
La topographie dans un rayon de 3 kilomètres autour de Tiaret présente des variations d'altitude très importantes, avec un dénivelé maximal de 277 mètres et une altitude moyenne au-dessus du niveau de la mer de 1 052 mètres. Dans un rayon de 16 kilomètres, les variations d'altitude sont très importantes (683 mètres). Dans un rayon de 80 kilomètres, les variations d'altitude sont considérables (1 924 mètres).
1. Le rayon de 3 kilomètres autour de Tiaret, la zone est couverte de surfaces artificielles (79 %) et de terres cultivées (18 %).
2. Le rayon de 16 kilomètres, de terres cultivées (55 %) et de végétation clairsemée (23 %) ;
3. Le rayon de 80 kilomètres, de végétation clairsemée (42 %) et de terres cultivées (36 %)[5].

### Localisation
| Guertoufa | Oued Lilli | Dahmouni      |
|           | Tiaret     |               |
| Tagdemt   | Mellakou   | Aïn Bouchekif |

### Climat
Le climat est de type continental, sec et rigoureux en hiver il passe aussi facilement au-dessous du 0 °C qu’au-dessus de 35 °C en été ; les moyennes saisonnières sont de 6 °C pour l'hiver et 25,9 °C pour l'été.
.

## Urbanisme

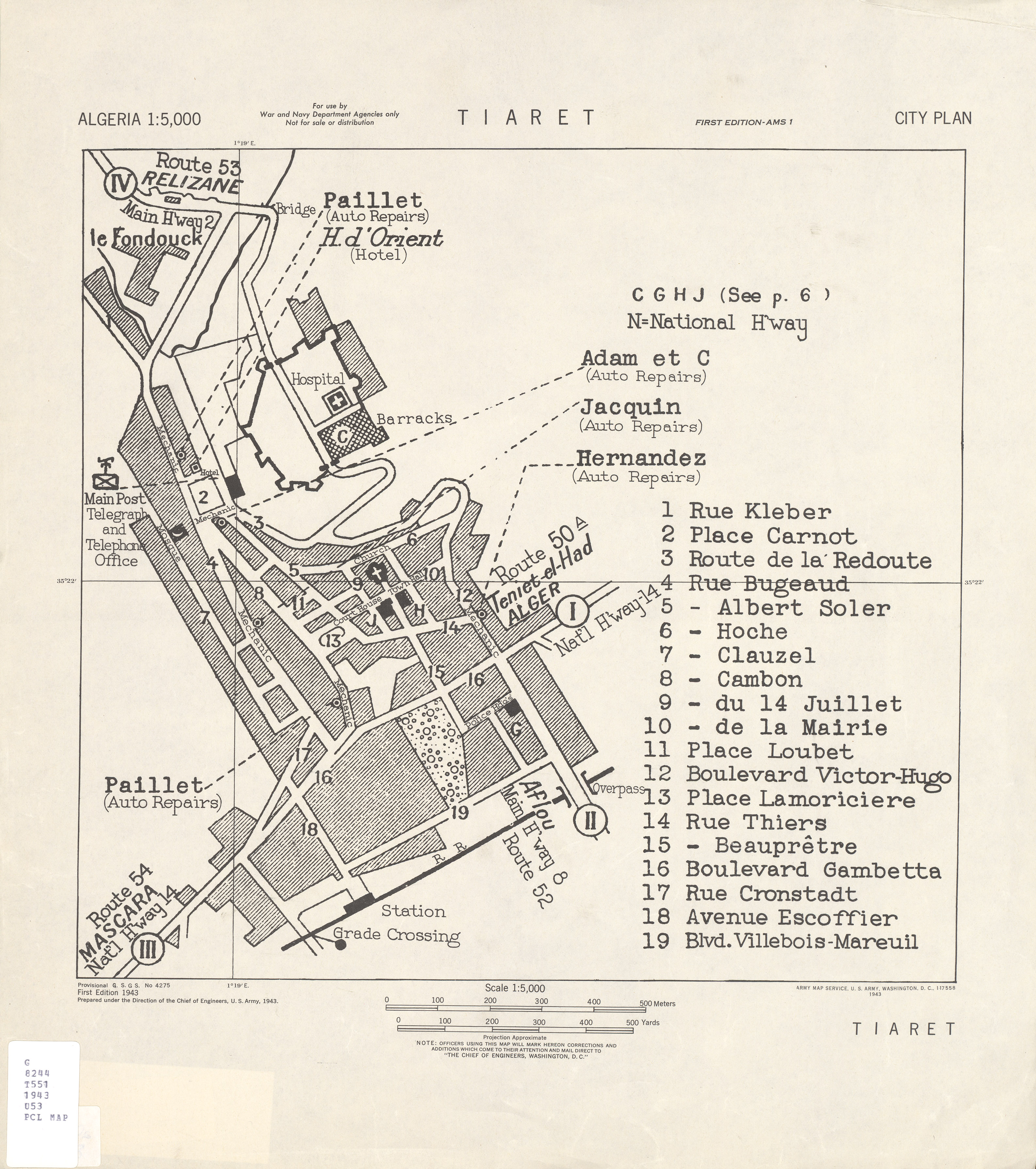

La ville est répartie sur deux secteurs d’habitation distincts ; la vieille ville (le vieux bâti) au nord et qui s’étend vers le sud et la 
nouvelle zone d’habitation urbaine au sud, dominée par le fort « la Redoute ».
Une étude réalisée en 1992 par l'Université de Nice Sophia Antipolis a fait état d'importantes zones contaminées par la pollution industrielle et de la croissance des colonies de squatters à la périphérie.

## Environnement
La ville et son environnement sont marqués par les séquelles environnementales de l'industrie : en particulier, dans la zone industrielle de Tiaret, une fonderie (Algérienne des fonderies de Tiaret ou ALFET) a été source d'une pollution durable des sols par des métaux lourds (plomb, facteur de saturnisme, zinc) et métalloïdes. En 2017, l'usine qui produit des pièces moulées (fonte, acier et alliage divers, sur demande), qui étudie et conçoit des outillages métalliques pour l'industrie n'a pas de station d’épuration mais dispose dans son laboratoire d'une installation de neutralisation de l’eau.
Les campagnes locales d'analyse de sols (2012), (2013) et (2014) ont montré que dans les 30 premiers centimètres de sol, les teneurs en Pb dans le sol varient entre 0,00 ppm et 13,70 ppm avec une moyenne de 3,42 ±2,47 ppm, ces variations étant dues aux niveaux de retombées, mais aussi au pH et à la nature du sol plus ou moins calcaire, sableux, argileux ou limoneux. Tandis que les teneurs en Zn varient de 0,00 ppm à 21,96 ppm avec une moyenne de 7,45 ±5,02 ppm. Là où la pollution par le plomb est élevée, celle par le zinc l'est également.
Plus au nord de la ville, la pinède est connue comme le poumon vert de Tiaret en dépit de sa superficie de seulement 35 hectares de pins.
Elle concentre une faune assez variée en gibier, telle que le sanglier, le lapin de garenne, le lièvre brun, la perdrix gambra, ou encore le porc - épic à crête. Des espèces comme la gazelle de Cuvier ou la gazelle d’Orcas se font plus rares.
En matière de prédateurs connus; le renard roux, la mangouste d’Égypte et la genette sont les principales espèces.
Pourtant, certains grands prédateurs comme le caracal, le loup doré d’Afrique du Nord, la zorille de Libye ou encore la hyène rayée se font plus rares.
En effet la pinède de Tiaret est menacée par l’activité humaine, étant en contact direct avec la ville. Le parc d’attraction Rostom Park en est un exemple. Fréquentée par un public nombreux, elle pollue en laissant les déchets à la fois dans le parc et la forêt, malgré les nombreuses campagnes de nettoiement. Pique-niques et barbecues sont organisés, causant parfois des feux de forêts.

## Histoire

### Antique
La province est habitée depuis la préhistoire et dispose de nombreux monuments mégalithiques. Le site a servi de station et fort romain, nommé Tingartia. Près de Tiaret, sont présents les djeddars, qui sont d'anciens mausolées. Les édifices démontrent que la région a été habitée pendant l'Antiquité tardive par des populations berbères.

### Période médiévale islamique

#### Rostémides

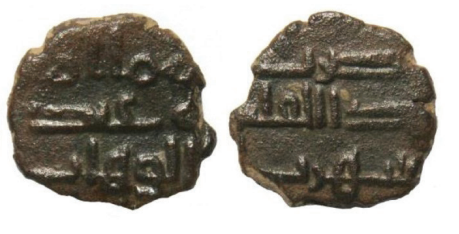
Fulus rostémide frappée au nom du souverain Abd el Wahab à Tahert 784 à 824

Tahert, située à 10 km à l'ouest de l'actuelle Tiaret, a été la capitale de la dynastie des Rostémides entre 761 et 909. Tiaret occupe un col de montagne stratégique à 1 083 mètres, et était donc une clé fondamentale dans la domination du Maghreb central. Plus tard, à partir du début du VIIIe siècle, elle fut aussi un relais capital du commerce transsaharien qui comprenait l’or, l'ivoire et les esclaves africains et engagée dans le commerce avec d’autres parties du monde musulman.

#### Fatimides
En 909, Tahert est ruinée par l'attaque des berbères Kutama, alliés aux Fatimides. La plus grande partie de la population s'est exilée à Sedrata (prés d'Ouargla), puis au Mzab.Par la suite, elle est administrée par le royaume zianide de Tlemcen, et au XVIe siècle, elle est prise par l'Empire ottoman.

### Époque coloniale française
Le 24 mai 1841, la ville est prise et détruite par le corps expéditionnaire organisé par le gouverneur général Bugeaud et le général de Lamoricière, après avoir vaincu l'émir Abdelkader. 
La ville moderne de Tiaret est construite autour d'une redoute française de 1845. Le général de Lamoricière décide d'établir sur cette hauteur, comme les Romains auparavant, une citadelle entourée de remparts qui doit permettre le contrôle des tribus de la région, de la grande voie du sud entre la Tunisie et le Maroc et de la piste des nomades sahariens. Le Général relève les plans des ruines de la ville romaine. Une plaque apposée à l'entrée de la citadelle rappellera ces événements. Cette ville militaire c'est la "Redoute" pour les Tiarétiens. Une nouvelle ville moderne va être construite sous la Redoute, vers la plaine.
Tiaret devient alors de par ses nombreux surnoms, la capitale des Hauts Plateaux du Sud Oranais, le balcon du Sud, la porte du Sahara. La ville nouvelle a attiré de nombreux colons de France et la région a prospéré. Un chemin de fer à voie étroite de 200 km relie en 1889 la ville à Mostaganem, cette ligne est aujourd'hui désaffectée.
En 1861, un adjoint civil est nommé en la personne de Jules Escoffier, devenant le premier maire de Tiaret. Louis Gorsse est le dernier maire européen en 1958.
Entre-temps en 1869, elle passe au statut de commune de plein exercice et accède donc à la vie municipale puis nommée sous préfecture passant à préfecture le 28 juin 1956 comprenant 4 zones qui sont Tiaret, Frenda, Vialar et Aflou.
En 1925, le gouverneur général de l’Algérie de l’époque Maurice Violette (1925-1927) visite la ville.

### Guerre d'Algérie
- À partir du 28 janvier 1957, débute une grève nommée { la grève des 8 jours[style à revoir]} qui amena à plusieurs internements[15].
- Le 8 octobre 1958, le général Charles de Gaulle vient à Tiaret où la population a voté Oui à 99% concernant le référendum sur la nouvelle Constitution[16].
- Le 17 novembre 1959, le ministre de la santé Bernard Chenot se rend à Tiaret, concernant un congrès de médecins ruraux[17]. L’institution d’un service civique pour les jeunes médecins est alors à l’étude[18].

### Après l'indépendance
Le 25 juillet 1962, dès l’indépendance, Ahmed Ben Bella se rend à Tiaret n’étant pas encore président de la république algérienne démocratique et populaire, présentant le bureau du FLN .
Abdelmadjid Tebboune, dirigea la ville en tant que wali de 1984 à 1989 et deviendra ensuite président du pays en 2019.
Enfin, Abdelaziz Bouteflika, président de la république algérienne durant ses visites, se rend à Tiaret le 24 mars 2009, concernant un séminaire sur la réconciliation nationale et la paix, contre l’ex - FIS en pleine campagne électorale à sa réélection pour un troisième mandat présidentiel ,. Puis le 18 février 2019, parlant d’unité et de consensus national .
Tiaret, comme tout le reste de l’Algérie proteste vivement contre un cinquième mandat d’Abdelaziz Bouteflika ,.
Après l’indépendance de l’Algérie, la ville de Tiaret a perdu certains grands édifices de sa période coloniale telle que le coq du monuments aux morts actuellement dans la commune de Briey, en France. L’Église Sainte-Madeleine érigée en 1886 avec deux cloches de 300 et 400kg, atteignant sa forme définitive qu’en 1935 avec l’apport d’un troisième clocher, puis démolie en 1974 , pour être remplacée par la mosquée Salah Eddine El-Ayoubi ou encore la synagogue de Tiaret devenue un conservatoire musical.
La wilaya de Tiaret a subi de nombreux massacres, tueries et des attentats à la bombe durant la guerre civile algérienne.
Le 31 août 2017, Tiaret subit un attentat-suicide faisant 3 morts dont le terroriste.

## Administration
- 1861 : un adjoint civil est nommé en la personne de Jules Escoffier, devenant le premier maire de Tiaret
- 1869 : elle passe au statut de commune de plein exercice [28]
- 1938 : Promu au siège d'arrondissement [29]
- 1956 : Elle devient la capitale de la préfecture de Tiaret [29]comprenant 4 zones qui sont Tiaret, Frenda, Vialar et Aflou.
- 1958 :Louis Gorsse est le dernier maire européen

## Population
,
| 1925   | 1958   | 1987   | 1998    | 2008    | 2023    |
| ------ | ------ | ------ | ------- | ------- | ------- |
| 15 000 | 25 000 | 95 821 | 148 850 | 178 915 | 235 000 |

## Transports

### Transport aérien
La ville est desservie par l'aéroport de Tiaret - Abdelhafid Boussouf Bou Chekif, situé à 11 km au sud-est de la ville sur la commune d'Aïn Bouchekif.
Transport ferroviaire

La gare de Tiaret, située au sud-est de la ville à proximité de la rocade, est toujours en construction en 2024. Située sur la nouvelle rocade ferroviaire des Hauts Plateaux, elle permettra de rejoindre Saïda à l'ouest et Tissemsilt à l'est une fois les lignes de Saïda à Tiaret et de Tissemsilt à Tiaret achevées, probablement à l'horizon 2025. Une autre ligne ferroviaire devant relier Tiaret à Relizane est en construction.

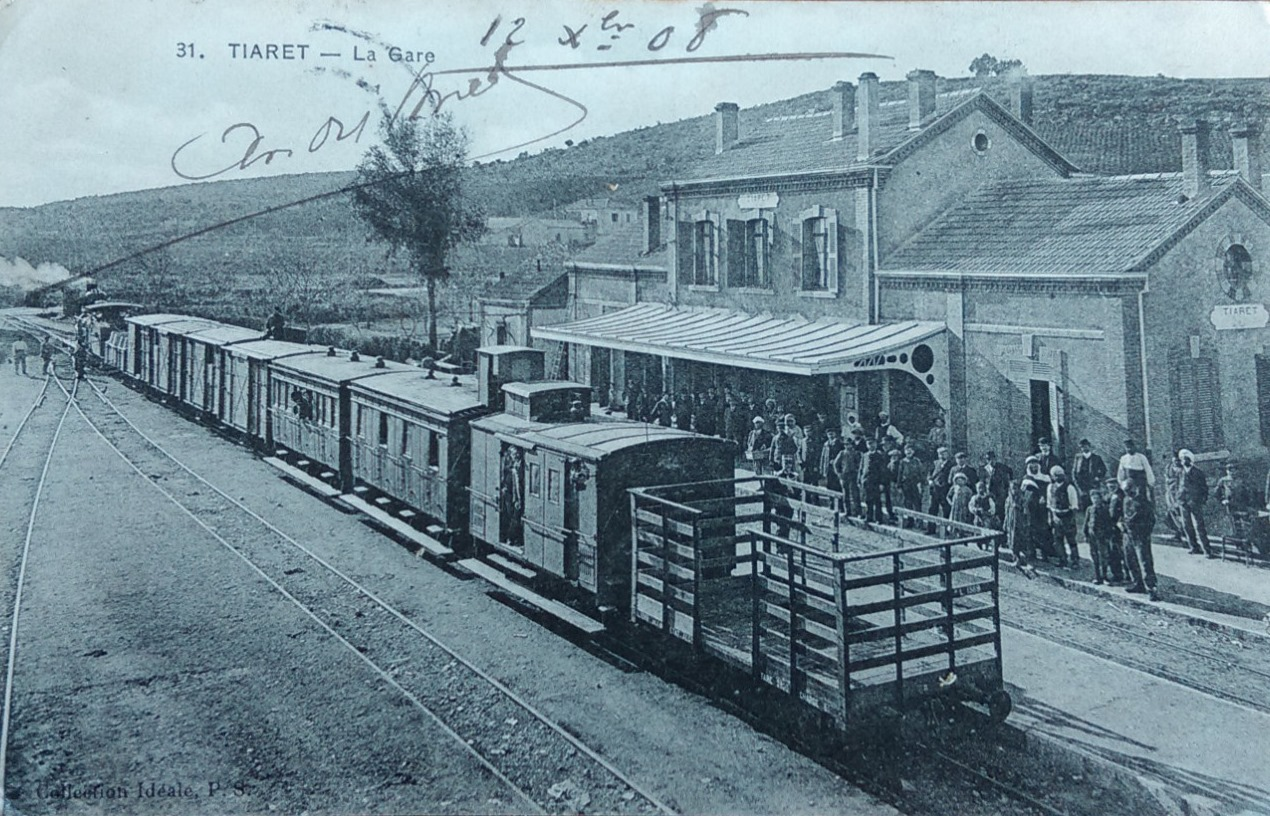
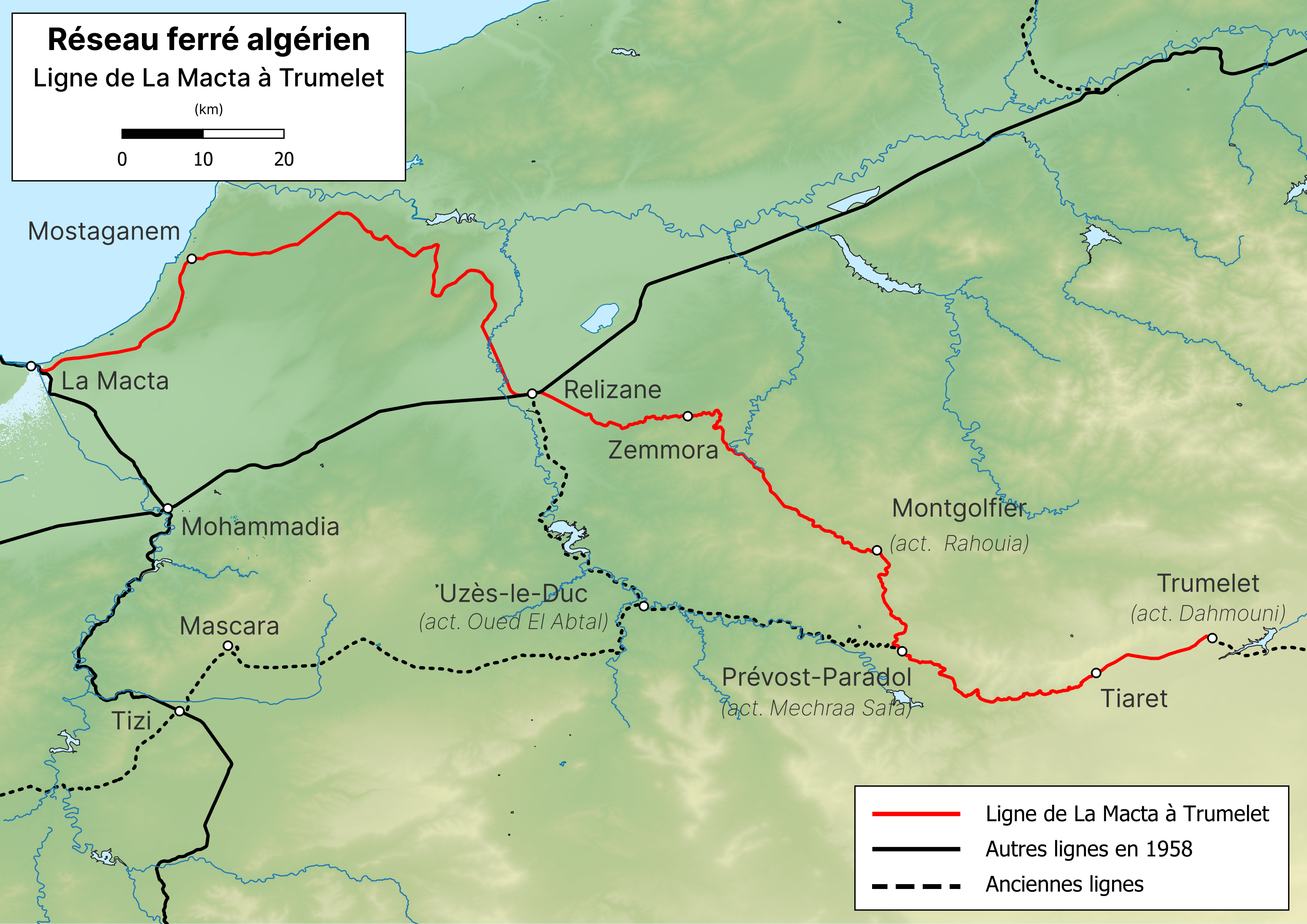
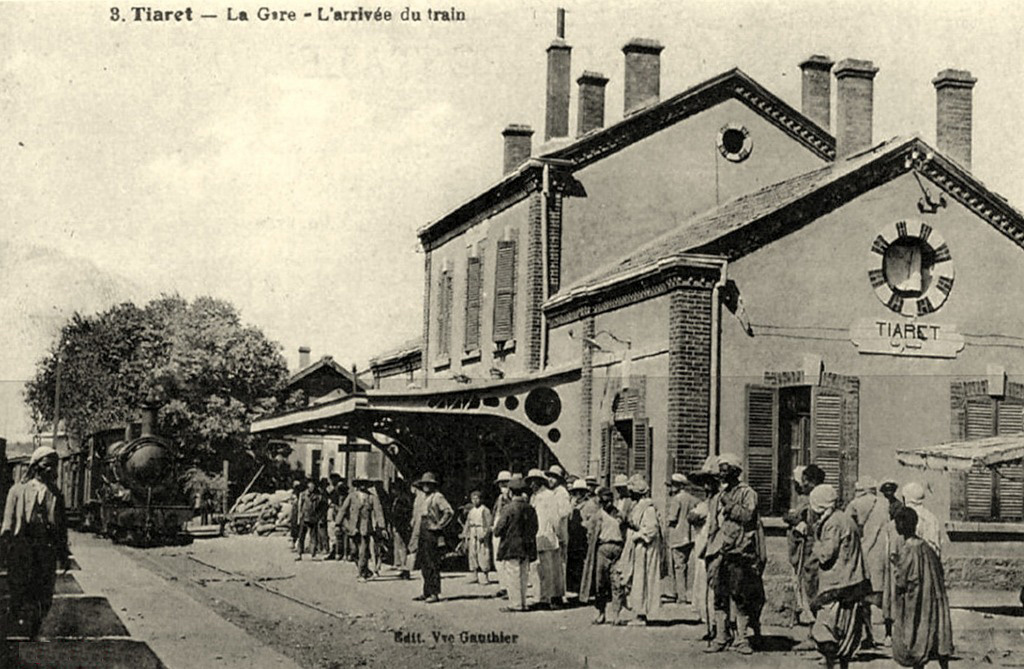

### Transport routier
1. La RN23 vers le sud-est en direction de Relizane

## Éducation

### Enseignement secondaire
La ville compte de nombreux lycées, dont les plus importants sont :

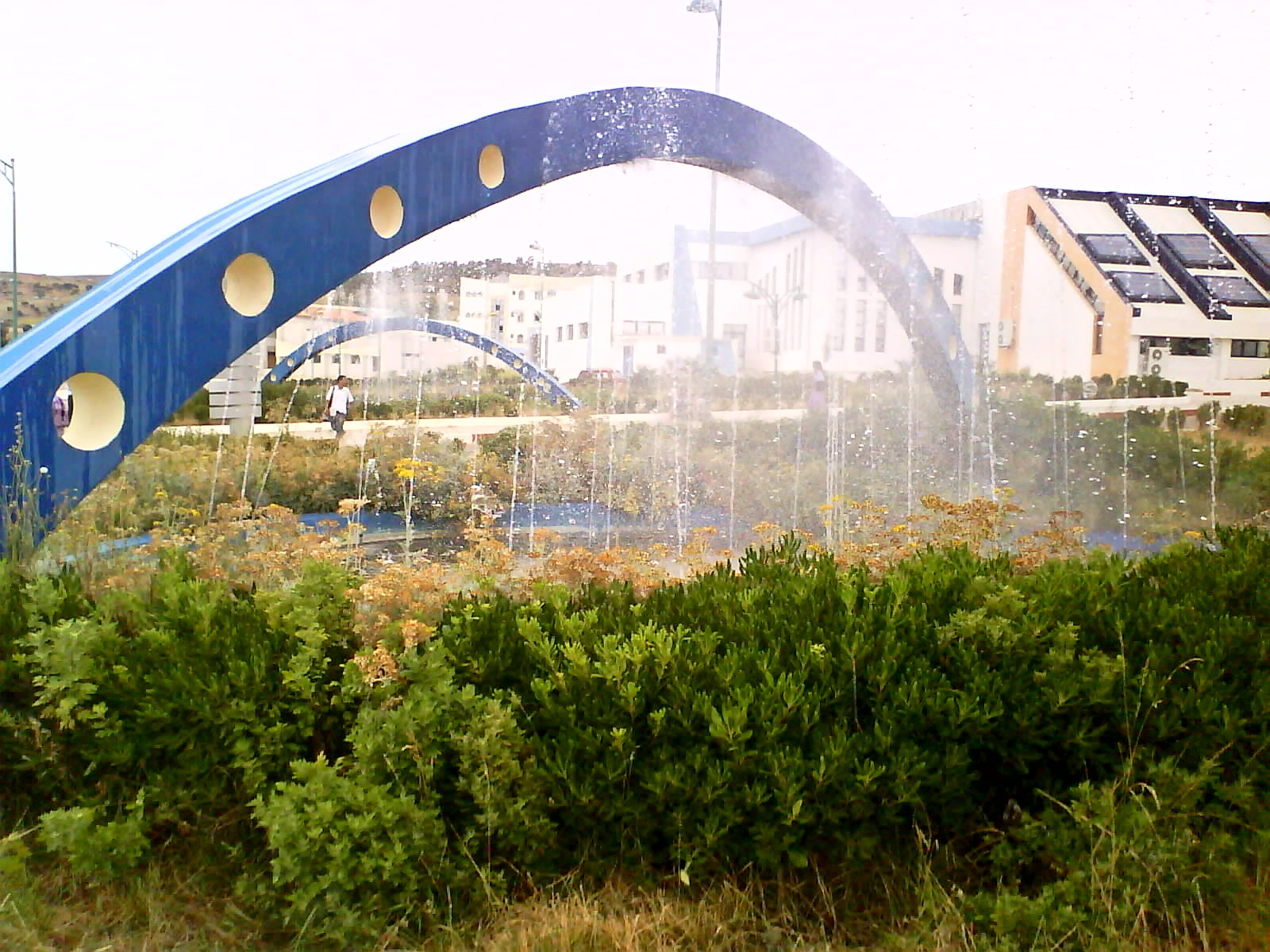
’université Ibn Khaldoun

- Ibn Rostom

- Aflah Ibn Abdelouhab
- Polyvalent
- Bey Bouzid
- Mohamed Ibn Abdel Karim
- Colonel Lotfi’université Ibn Khaldoun
- Belhouari Mohammed
- Djebar Aïcha
- Si Zoubir
- Abbas Mohamed

### Enseignement supérieur
1. L’université Ibn Khaldoun de Tiaret est créée en 2001, le premier centre universitaire de la ville date de 1980. L’université compte 27 filières dans différentes spécialités réparties entre six facultés et trois instituts[32].
2. L'Institut d'études nationales de Tiaret détient 25 000 volumes dans sa bibliothèque.

## La jumenterie de Tiaret

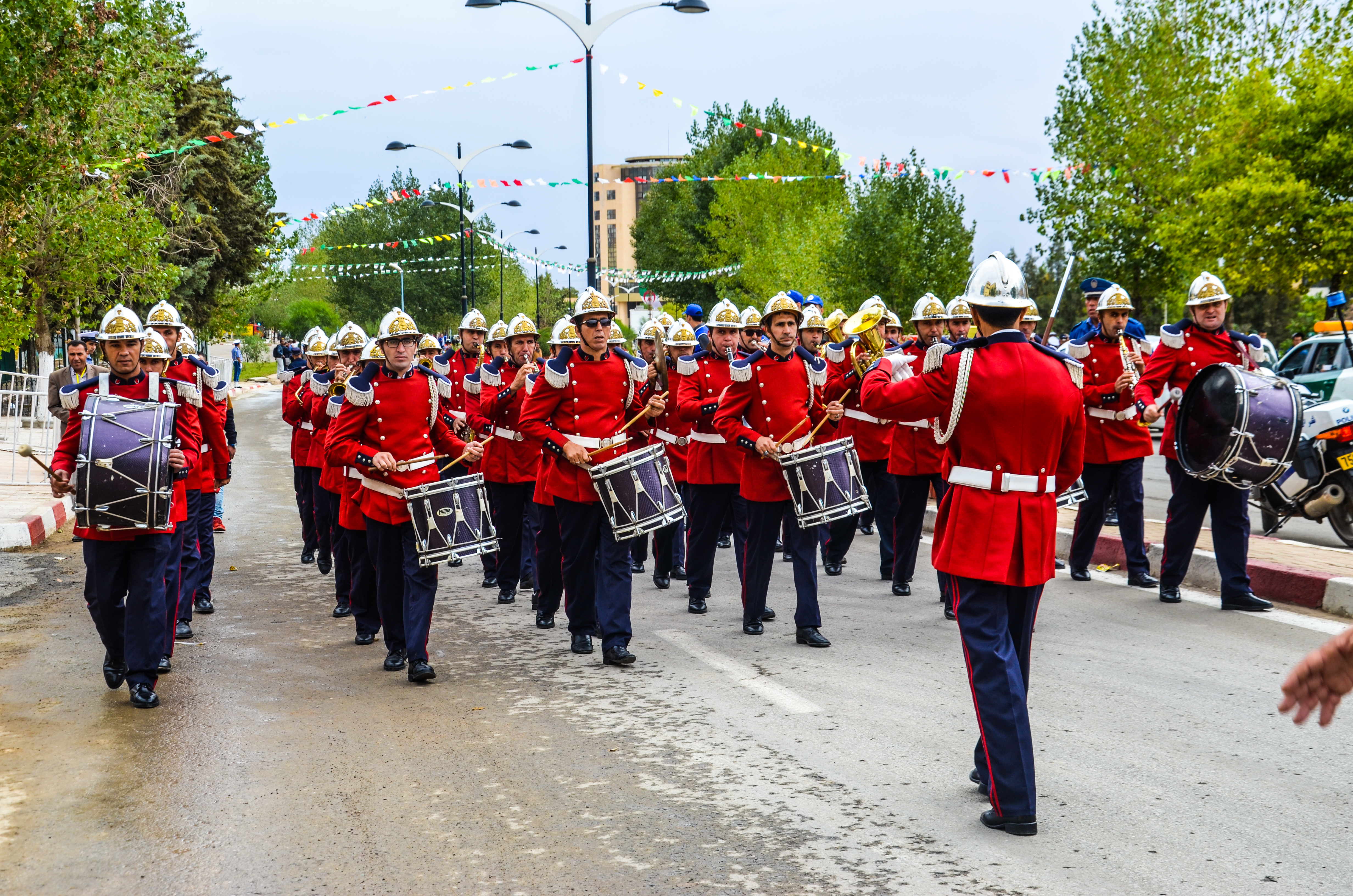
La fanfare de la ville lors du salon du cheval à Tiaret.

Le Haras national de Chaouchaoua, aussi connu sous le nom de « Jumenterie de Tiaret », a été créé en 1877 par le ministère français de la guerre. Le haras est l’un des plus importants centres de production équestre. Le centre dispose d’un atelier de production de matériel et outils indispensable à l’élevage de chevaux, d’un espace de dressage et d’entraînement. Son but est de fournir à l'armée française des chevaux. Il fait naître jusqu'à 22 000 poulains par an au début du xxe siècle, il s’agit de montures militaires (Barbe, Arabe et Arabe-Barbe) ou de chevaux de travail agricole.
Lors de l'indépendance de l'Algérie en 1962, Chaouchaoua devient un haras national algérien. La mécanisation diminue drastiquement ses activités et le nombre de chevaux hébergés, qui tombe à 208 (dont une moitié de pur-sang arabes) fin 2018.
La jumenterie de Tiaret fait référence au cheval arabe caractérisé par sa petite taille, fort dynamique et intelligent ce qui le différencie des autres chevaux. Introduit durant le développement islamique au nord de l’Afrique, le cheval arabe est d’origine du plateau de l’Asie moyenne puis il s’est propagé en Asie mineure, en Turquie, en Égypte, en Afrique du Nord et du Sud et en l’Europe.

## Sport

### Football
- Jsmt : Jeunesse sportive madinet Tiaret
- UMT : Union Mustakebal Tiaret
- COTS Tiaret :Club olympique de tous les sports de Tiaret

## Monuments
| 01 | Mosquée El Atique             | Un monument religieux islamique historique fondé en 1869 et considéré comme l'un des symboles les plus importants de la ville                                     |                  |
| 02 | Haras national de Chaouchaoua | Un centre dédié à l'élevage de chevaux |                  |
| 03 | Château Rousseau              | Lieu subordonné de préfecture Il est dédié aux archives. | Chateau Rousseau |
| 04 | Sanctuaire de Sidi Khaled     | Le sanctuaire est situé dans la partie haute de la ville, dans le quartier populaire d'Al- graba, et est visité par de nombreux visiteurs de différentes régions. |                  |

## Tiaret dans les arts et la culture

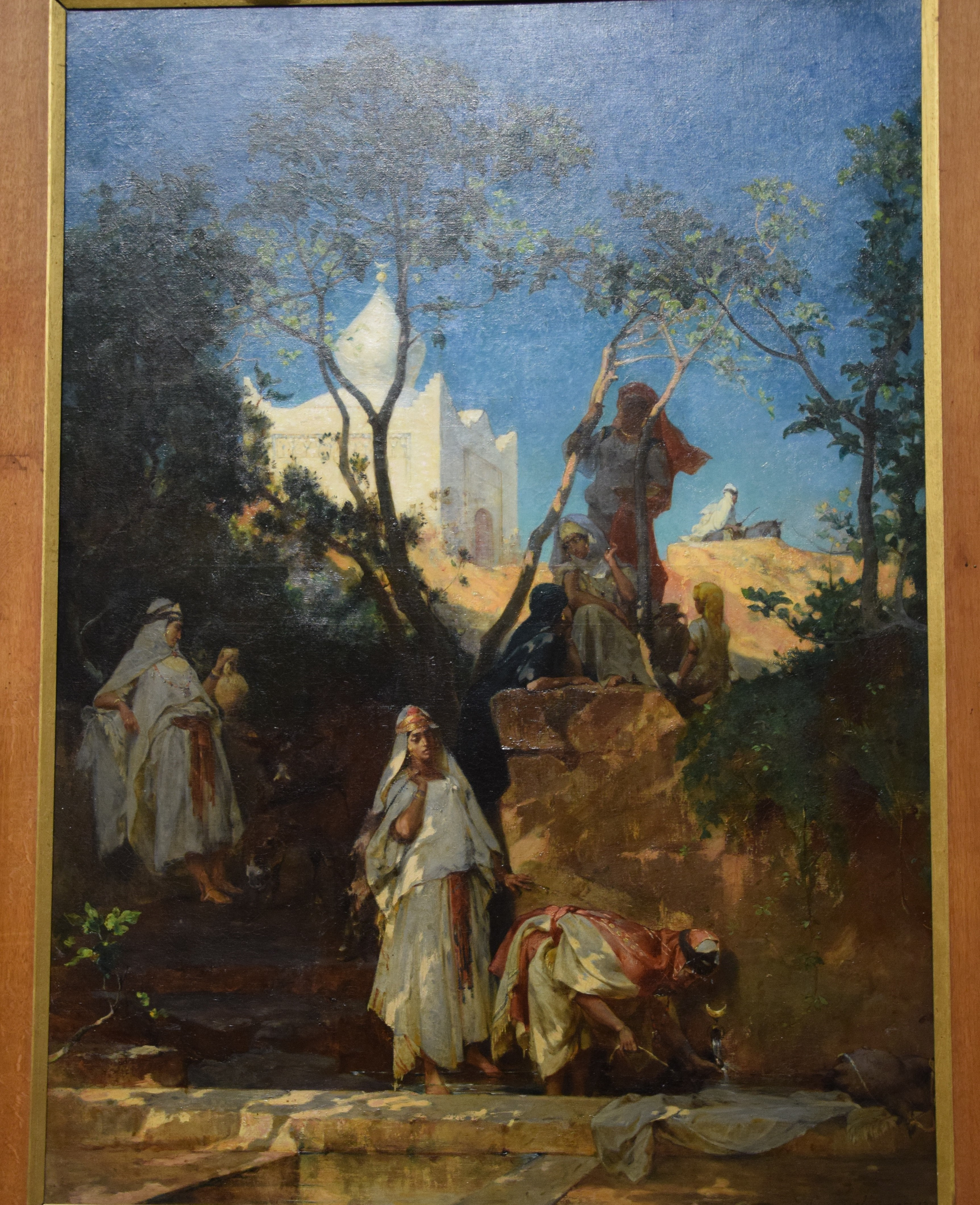
La source du figuier a ain kerma smala de Tiaret

### Films tournés à Tiaret
- 2007 :El Mahna [37]
- 2018 : Galop Documentaire le cheval barbe [38]
- 2023 : Documentaire  Youcef Damerdji [39]

### Tiaret dans la peinture
- La source du figuier a ain kerma smala de tiaret : Peinture de l'artiste Gustave Guillaumet Ce qui décrit la scène des femmes voilées à Ain Karma

## Personnalités liées à Tiaret

### Personnalités politiques
- Chaâbane Aït Abderrahim (1939-2009), homme politique algérien, wali de M’Sila, Constantine et Alger ;
- Abdellah Arbaoui, homme politique algérien et premier secrétariat d'état à l'hydraulique ;
- Abderrahmane Benkhalfa, expert financier et ministre des Finances ;
- Marie-Claire Boyet (1924-1957), militante pour l'indépendance de l'Algérie ;
- Saâd Dahlab, homme politique et nationaliste algérien ;
- Zohra Drif, militante de l'indépendance algérienne, avocate et femme politique algérienne, ancienne sénatrice et ancienne vice-présidente du conseil de la nation ;
- Abdelkader Hadjar, diplomate et homme politique algérien ;
- Tahar Hadjar, ministre de l'enseignement supérieur et de la recherche scientifique ;
- Ali El Hammami (1902-1949), intellectuel, militant anticolonialiste et défenseur de l'unité maghrébine d'origine algérienne ;
- Djillali Kaddari (1914-1962), homme politique, député et sénateur français ;
- Ahmed Kaïd, indépendantiste et homme politique algérien, membre du FLN.

### Personnalités du monde de la culture et des sciences
- Hamid Baroudi, chanteur du genre musical ethno-pop ;
- Malika Belbey (née en 1969), actrice ;
- Sultana Daoud dite Reinette l'Oranaise, chanteuse et compositrice juive d'Algérie ;
- Lise Enjalbert (1916-2015), professeure de virologie, peintre et historienne ;
- Hamza Feghouli, acteur algérien connu par le rôle de Mma Messaouda ;
- Khaled Habib, réalisateur, compositeur, auteur-compositeur-interprète et acteur ;
- Ali El Hamamy, journaliste, écrivain, et nationaliste algérien, il est l’un des premiers intellectuels à appeler à l’émergence d’un grand Maghreb uni[40] ;
- Juda ibn Quraysh, grammairien, lexicographe, et pionnier de la philologie hébraïque ;
- Mostefa Khiati, professeur de médecine ;

- Ali Maâchi, chanteur, parolier, compositeur, instrumentiste et interprète[41] ;
- Charles Maillard (1887-1973), peintre ;
- Robert Martin (1915-2002), galeriste.
- Jacques Simon (1933 - 2019), historien français.

### Personnalités du monde du sport
- Mohamed Banus (né en 1947), footballeur ;
- Abassia Belabbès, handballeuse, équipe nationale de 1967 à 1978 ;
- Saïd Belhout (né en 1971), marathonien ;
- Benali Benamar (né en 1995), footballeur ;
- Tahar Benferhat, footballeur ;
- Khelifa Benmessaoud (né en 1951), footballeur ;
- Djamel Dahou, champion de boxe ;
- Yahia Djilali (né en 1975), footballeur ;

- Sofiane Feghouli, footballeur franco-algérien dont le père est originaire de Tiaret[42] ;
- Nadia Khadem (née en 1970), judokate ;
- Imane Khelif, boxeuse, championne olympique ;
- Abdelkrim Laribi dit Krimo (1943-1995), footballeur ;
- Émile Lopez (1908-1960), footballeur ;
- Mohamed Messaoud (né en 1981), footballeur ;
- François Ponthieu (né en 1962), avocat en droit du sport ;
- Moussa Saïb, footballeur ;
- Djamel Sedjati, athlète, spécialiste du 800 mètres ;
- Kamel Soltani (né en 1991), footballeur ;
- Salah Tas (né en 1948), footballeur ;
- Mohamed Yaghni (né en 1988), footballeur.